# Síndrome de Morquio
La síndrome de Morquio, també coneguda com a mucopolisacaridosi tipus IV (MPS IV), és un trastorn metabòlic rar en què el cos no pot processar certs tipus de molècules de sucre anomenades glicosaminoglicans (GAG, o mucopolisacàrids). En la síndrome de Morquio, el GAG específic que es acumula al cos s'anomena sulfat de queratan. Aquest defecte de naixement, que és autosòmic recessiu, és un tipus de trastorn d'emmagatzematge lisosòmic. La acumulació de GAG en diferents parts del cos provoca símptomes en molts sistemes d'òrgans diferents.:544 Als EUA, la taxa d'incidència de Morquio s'estima entre 1 a 200.000 i 1 a 300.000 naixements vius.